# یوآخیم لملزن
یواخیم هرمان آوگوست لملزن (به آلمانی: Joachim Lemelsen) (۲۸ سپتامبر ۱۸۸۸–۳۰ مارس ۱۹۵۴) یک نظامی بلندپایه آلمانی در دوره رایش سوم بود که فرماندهی یگان‌های مختلفی را در جریان جنگ جهانی دوم بر عهده داشت.
ترفیع درجات:
- ۱۹ نوامبر ۱۹۰۸: ستوان دوم
- ۲۴ دسامبر ۱۹۱۴: ستوان یکم
- ------: سروان
- ۱ ژوئن ۱۹۲۷: سرگرد
- ۱ نوامبر ۱۹۳۱: سرهنگ دوم
- ۱ آوریل ۱۹۳۴: سرهنگ
- ۱ آوریل ۱۹۳۷: سرتیپ
- ۱ آوریل ۱۹۳۹: سرلشکر
- ۱ اوت ۱۹۴۰: سپهبد (ژنرال توپخانه) (از ژوئن ۱۹۴۱ ژنرال نیروهای زرهی)